# Rapierjunge
Ein Rapierjunge (von französisch rapière: Degen) (auch: Biermops, Schlägermops, Säbelmops) ist die Durchführung eines studentischen Duells mit stumpfen Waffen. Diese in ihrer Gefährlichkeit meist reduzierte Form der Austragung einer Kontrahage ist am Ende des 18. Jahrhunderts wahrscheinlich zuerst in Göttingen nachweisbar. Ein Rapierjunge konnte dann annonciert werden, wenn die zugrundeliegende Beleidigung scherzhaft oder nur marginal war, also ein geringgradiger Tusch vorlag.
„Hat ein Student den anderen mehr im Scherz als ernstlich beleidigt, so daß eine Forderung keineswegs stattfinden könnte, oder wollen sich zwei mit einander einmal weidlich herumhauen, so stürzt einer den anderen einen Rappierjungen“. ~ Hans Conrad (1875)
Oft hatte der Rapierjunge selbst eine geringere Formalisierung als der Zweikampf mit scharfen Waffen, der Rapierjunge wurde auch gelegentlich mit hölzernen Waffen vollzogen. Das Suffix -junge ist eine ähnliche Anspielung auf den formalisierten Ausdruck „Du bist ein dummer Junge“ wie beim noch heute oft aus ähnlichen Gründen durchgeführten Bierjungen.